# Magyar Nemzeti Levéltár
A Magyar Nemzeti Levéltár (MNL) 2012-es megalakítása óta Magyarország központi, általános levéltára, amely kisebb, területi illetőségű szervezeti egységekkel, tagintézményekkel rendelkezik. Központi tagintézménye az országos gyűjtőkörű Országos Levéltár (MNL OL), továbbá külön tagintézményei működnek megyei (2023 óta vármegyei) gyűjtőkörrel az ország 19 megyéjében (vármegyéjében).
A Magyar Nemzeti Levéltár feladat- és hatásköreit a köziratokról, a közlevéltárakról és a magánlevéltári anyag védelméről szóló 1995. évi LXVI. törvényt, illetve az elmúlt rendszer titkosszolgálati tevékenységének feltárásáról és az Állambiztonsági Szolgálatok Történeti Levéltára létrehozásáról szóló 2003. évi III. törvényt módosító 2012. évi LXI. törvény határozta meg.
E törvény értelmében az MNL illetékességébe tartozik – egyes, jogszabályban meghatározott kivételektől eltekintve – minden olyan levéltári anyag, amit
- a köztársasági elnök és az országgyűlés, illetve azok hivatalai, az Alapvető Jogok Biztosának Hivatala, az Alkotmánybíróság és Hivatala, a Kúria, a Legfőbb Ügyészség, az Állami Számvevőszék, a Magyar Nemzeti Bank,
- a miniszterelnök és a központi államigazgatási szervek,
- a központi államigazgatási szerv területi szervei és a rendvédelmi szervek,
- a levéltárral nem rendelkező országos köztestületek és közalapítványok,
- a helyi önkormányzatok és a nemzetiségi önkormányzat testületei, hivatalai és intézményei, továbbá
- a fentebb felsoroltak szervek jogelőd szervei

keletkeztettek, valamint minden olyan maradandó értékű levéltári anyag, amely nem tartozik más levéltár illetékességi körébe.
A területi tagintézmények megyei szinten látják el a Magyar Nemzeti Levéltár feladatait, és az MNL költségvetésén belül, a szakmai feladataik figyelembe vételével meghatározott éves elkülönített költségvetési kerettel működnek. Vezetőiket – igazgatóikat – a Magyar Nemzeti Levéltár főigazgatója nevezi ki, a kultúráért felelős miniszter egyetértésével.

## Főigazgatói
- 2012–2017: Mikó Zsuzsanna
- 2017 óta: Szabó Csaba

## Tagintézményei
- Országos Levéltár
- Bács-Kiskun Vármegyei Levéltár
- Baranya Vármegyei Levéltár
- Békés Vármegyei Levéltár
- Borsod-Abaúj-Zemplén Vármegyei Levéltár
- Csongrád Vármegyei Levéltár
- Fejér Vármegyei Levéltár
- Győr-Moson-Sopron Vármegyei Levéltár Győri Levéltára
- Győr-Moson-Sopron Vármegyei Levéltár Soproni Levéltára
- Hajdú-Bihar Vármegyei Levéltár
- Heves Vármegyei Levéltár
- Jász-Nagykun-Szolnok Vármegyei Levéltár
- Komárom-Esztergom Vármegyei Levéltár
- Nógrád Vármegyei Levéltár
- Pest Vármegyei Levéltár
- Somogy Vármegyei Levéltár
- Szabolcs-Szatmár-Bereg Vármegyei Levéltár
- Tolna Vármegyei Levéltár
- Vas Vármegyei Levéltár
- Veszprém Vármegyei Levéltár
- Zala Vármegyei Levéltár